# Hydrocotyle langsdorffii
Hydrocotyle langsdorffii är en växtart i släktet Hydrocotyle och familjen araliaväxter.
Arten är en perenn ört som förekommer i södra och sydöstra Brasilien. Den beskrevs av Augustin Pyrame de Candolle 1830.